# Sorex gracillimus
Sorex gracillimus is een zoogdier uit de familie der spitsmuizen (Soricidae). De wetenschappelijke naam van de soort werd voor het eerst geldig gepubliceerd door Oldfield Thomas in 1907.

## Voorkomen
De soort komt voor op Sachalin, de Kleine Koerilen, het zuidelijk deel van het Russische Verre Oosten, de provincies Binnen-Mongolië, Heilongjiang en Jilin van China, het noorden van Japan en Noord-Korea. De soort leeft op graslanden en in naaldbossen in laaglanden en laaggebergten, maar bereikt zijn grootste dichtheden in secundaire bossen. Op Sachalin en de Koerilen is Sorex gracillimus de dominante soort onder de spitsmuizen.